# Álvaro Palomo (actor)
Álvaro Palomo es un actor, director y guionista nacido en Fuensalida (España). Ha sido nominado en dos ocasiones a los Premios Goya de manera consecutiva en las categorías de Mejor actor de reparto en los años 2015 y 2016.

## Carrera

### Cine
En el año 2013 rueda su primera película, Bajo un manto de estrellas, por la que posteriormente sería candidato a un Premio Goya en la categoría de mejor actor de reparto. En el film, Palomo interpreta a Fray Ricardo, uno de los frailes más jóvenes del convento en el que transcurre la misma. La película se estrena el 14 de febrero de 2014. 

Ese mismo año, rueda La Espina de Dios, por la que fue candidato por segunda vez consecutiva a un Premio Goya en la categoría de mejor actor de reparto. En el film, interpreta a Jadash, el criado de Lázaro de Betania, a quien interpreta Antonio Albella. En este film, aparte de actuar, Palomo trabajó en el departamento de producción. 

En 2015 rueda el film Re-Emigrantes, donde interpreta a Pólar, el hijo en la ficción de Fernando Esteso. La película recibió multitud de críticas positivas hacia sí misma y hacia la interpretación de los personajes de Palomo y José Agustín Durán. 

Posteriormente, en 2016 rueda un cameo en la película El manipulador... manipulado, un homenaje a Luis García Berlanga.
| Año  | Película                     | Papel              | Notas |
| ---- | ---------------------------- | ------------------ | ----- |
| 2016 | El manipulador... manipulado | Él mismo           | Cameo |
| 2015 | Re-Emigrantes                | Pólar Briones      |       |
| 2014 | La espina de Dios            | Jadash             |       |
| 2013 | Bajo un manto de estrellas   | Fray Ricardo López |       |

### Cortometrajes
- Feliz Navidad (2017), de Óscar Parra de Carrizosa - Actor[3]
- Operación Douve (2017) - Director
- The House 2 (2017) - Actor y Director
- The House (2016) - Director
- Mad Runner (2016) - Actor
- Aurores (2015) - Actor, director y guionista (webserie de 7 episodios)
- Los Colores Ciegos (2015) - Director
- Flores Blancas (2014) - Director
- Científicos Locos 3: La Paradoja (2013) - Actor y Director
- Científicos Locos 2: La Metamorfosis (2012) - Actor y Director
- Científicos Locos: Buscando el Control (2012) - Actor y Director
- El Último Superviviente Episodio VI (2012) - Actor y Director
- El Último Superviviente Episodio V (2011) - Actor
- El Último Superviviente Episodio IV (2011) - Actor
- El Último Superviviente Episodio III (2011) - Actor y Director
- El Último Superviviente Episodio II (2010) - Actor
- El Último Superviviente Episodio I (2010) - Actor
- Magia (2010) - Actor y Director

### Televisión
- Aída (2014) - Episodio 224 "Desayuno con Diademas", interpretando a Marcos, el mejor amigo del novio de Aidita.

### Teatro
- La Pasión (2016) - Barrabás
- La Venganza de Don Mendo (2015) - Don Pero, el Duque de Toro
- Medicuchos (2015) - Doctor Enríquez
- Cuento de Navidad (2014) - Mr. Scrooge

## Vida personal
Álvaro fundó en 2010 el programa radiofónico "FuensaPotterRadio", en el cual se homenajeaba a las aventuras del niño mago creadas por J.K. Rowling. Este programa se emitió en Fuensalida Radio durante 6 temporadas, habiendo realizado más de 250 episodios. 
Por otra parte, en 2011 creó ALDAS TV, una plataforma en línea que emitía contenido propio 24 horas al día. Para esta plataforma, Palomo rodó una gran cantidad de cortometrajes. Con ALDAS TV se realizaron varias galas benéficas, recogiendo donativos para la ONG Escuelas para el Mundo.

## Premios
Premios Goya
| Año  | Categoría              | Película                   | Resultado |
| ---- | ---------------------- | -------------------------- | --------- |
| 2015 | Mejor actor de reparto | Bajo un manto de estrellas | Candidato |
| 2016 | Mejor actor de reparto | La espina de Dios          | Candidato |